# Fouta Djalon

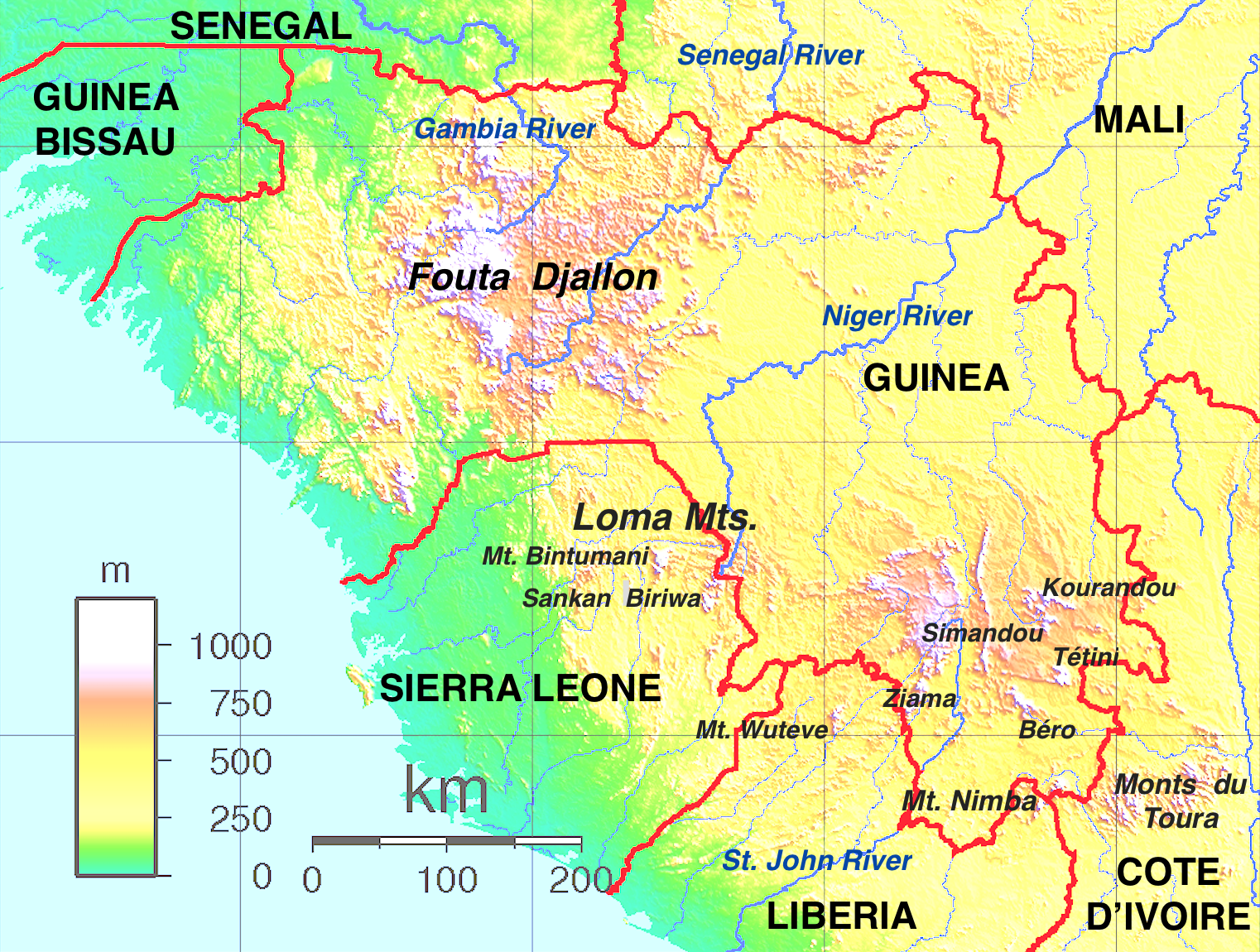
Topografische kaart van Guinee

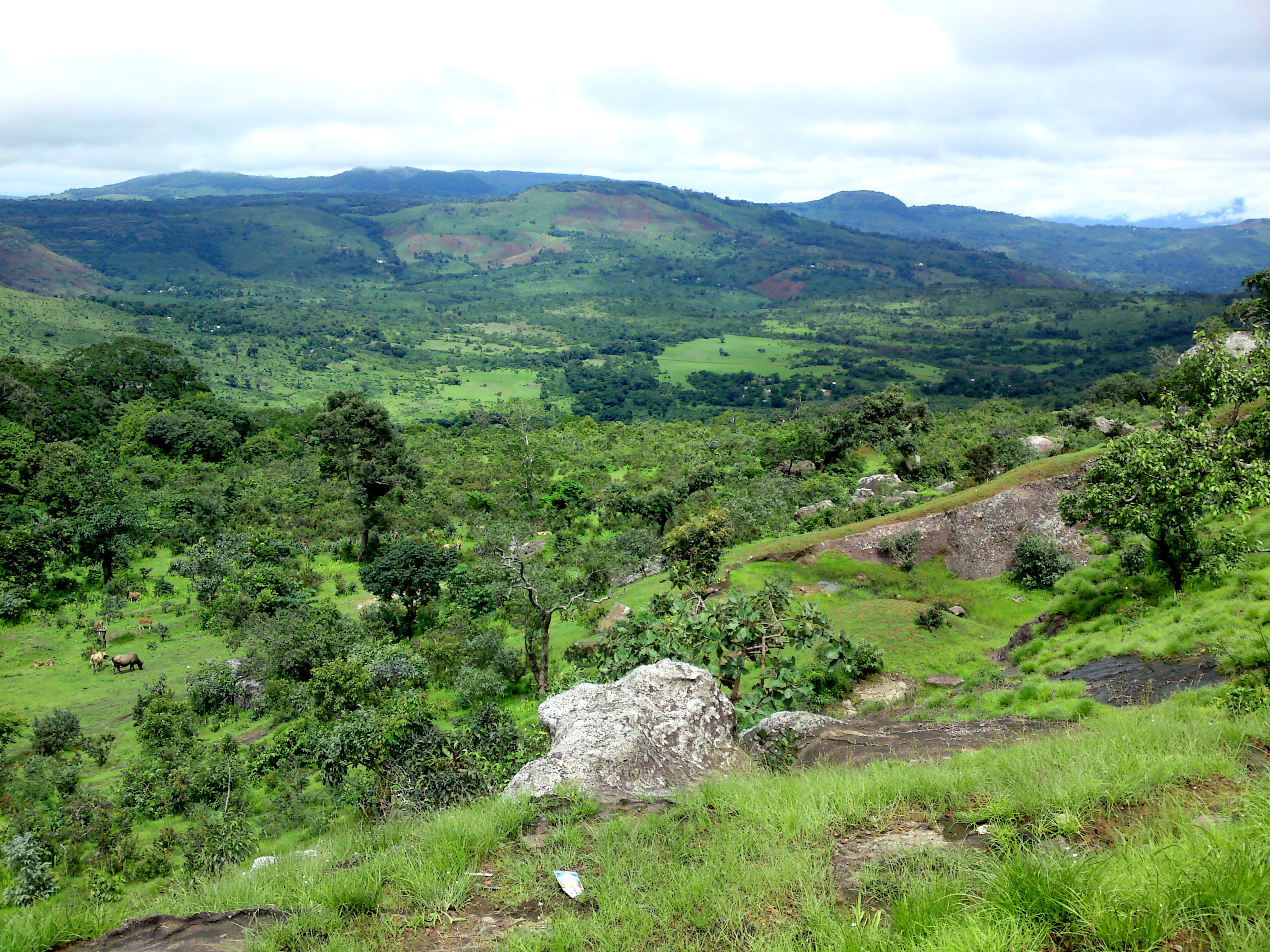
Landschap

Fouta Djalon is een hoogvlakte in Guinee, die in het noorden uitloopt tot in Senegal en Guinee-Bissau en in zuiden tot in Sierra Leone. Het vormt het centraal bergland van Guinee, dat voor een groot stuk overeenkomt met Guinée Moyenne en ongeveer 20.000 km² groot is.

## Geografie
De hoogvlakte heeft een gemiddelde hoogte van 900 tot 1200 meter met als hoogste piek Mont Loura (1515 m) in het noordelijke Massief van Tamgué. Het plateau loopt van noord naar zuid en wordt doorsneden door diepe ravijnen. Verschillende rivieren ontspringen in Fouta Djalon, waaronder de Konkouré, de Fatala, de Kogon en de Koliba die westwaarts stromen richting de Atlantische Oceaan, en de Bouka en de Bafing die oostwaarts stromen en tot het stroomgebied van respectievelijk de Niger en de Senegal behoren. Ook de Gambia en zijn belangrijkste zijrivier de Koulountou ontspringen in Fouta Djalon.

## Cultuurlandschap
Het klimaat is er meer gematigd dan aan de kust. Het oorspronkelijke woud is grotendeels verdwenen door brandcultuur en overbeweiding, wat voor erosieproblemen zorgt. Door de Fulbe die er wonen wordt voornamelijk extensieve veeteelt bedreven, maar naargelang de bodemgesteldheid wordt er plaatselijk ook aan akkerbouw gedaan. Bepaalde delen van het plateau zijn dichtbevolkt.